# Die Kinder der Mondgöttin
Die Kinder der Mondgöttin (französisch Les Jumeaux du Bout du Monde) ist eine 52-teilige französische Zeichentrickserie von 1991, die von Jean Chalopin produziert wurde.

## Handlung
1895 werden in Shanghai die Zwillinge des Schicksals geboren. Jules und Julie sind jedoch keine Zwillinge, denn Jules hat chinesische Eltern und Julie europäische. Bei den Geburten der beiden sterben die Mütter, die Väter werden auf Befehl der Kaiserinwitwe Cixi verzaubert. Die Kinder sollen ermordet werden, da sie nach einer alten Prophezeiung das Volk befreien und die Monarchie beseitigen sollen. Die Kinder werden gerettet und nach Frankreich in Sicherheit gebracht. Als die beiden zwölf Jahre alt werden, erfährt die Kaiserin, dass die Kinder noch am Leben sind, und es beginnt eine Jagd auf die Kinder. Auf der Flucht vor den Reitern und Eunuchen der Kaiserin gelangen Jules und Julie nach China, wo sie ihre Bestimmung erfüllen und ihre Väter befreien.

## Produktion und Veröffentlichung
Von 1991 bis 1992 produzierten die Firmen KK C&D, TF1 und Studio Mook die Serie unter der Regie von Pat Griffiths und Jean Morisse. Die Musik komponierte Gérard Salesses. Die Serie wurde ab dem 13. November 1991 von TF1 in Frankreich ausgestrahlt. Sie wurde außerdem unter anderem ins Italienische übersetzt. In Deutschland erfolgte die Erstausstrahlung vom 1. März 2002 bis zum 28. Februar 2003 durch den Pay-TV-Kanal Fox-Kids. Später folgten Wiederholungen, auch durch die regionalen Fernsehsendern tv.nrw und TV.München.

## Synchronisation
| Rolle             | französischer Sprecher |
| ----------------- | ---------------------- |
| Jules             | Hervé Rey              |
| Julie             | Barbara Tissier        |
| Martin Garçon     | Edgar Givry            |
| Kaiserinnenmutter | Evelyne Grandjean      |